# Clase 406
 (mars 2024).
Clase 406 est une telenovela mexicaine diffusée en 2002-2003 par Canal de las Estrellas.

## Distribution
- Jorge Poza - Profesor Francisco Romero (El Matemático)
- Aarón Díaz - Enrique "Kike" González (El Guapo)
- Sherlyn González - Gabriela "Gaby" Chávez (La Virgen)
- Dulce María Espinosa - Marcela "Marce" Mejía (La Otra Virgen)
- Irán Castillo - Magdalena "Magdis" Rivera (La Rebelde)
- Christian Chávez - Fernando "Fercho" Lucena (El Chino)
- Alfonso Herrera - Juan David "Juancho" Rodríguez Pineda (El Ligador)
- Francisco Rubio - Carlos Muñoz (El Caballo)
- Pablo Magallanes - Hugo Salcedo (El Chavo Banda)
- Grettell Valdez - Daniela "Dani" Jiménez Robles (El Cuerpo)
- Frantz Cossío - Alfredo "Freddy" Ordóñez (El Consentido)
- Karla Cossío - Sandra Paola Rodríguez Pineda (La Hermana)
- Sara Maldonado - Tatiana "La Tatis" Del Moral (El amor de Fercho)
- Anahí Puente - Jessica Riquelme Drech (La Loca/La Rica)
- Alejandra Barros - Adriana Pineda Suárez/Ángela Pineda Suárez
- Tony Dalton - Dagoberto "Dago" García
- Julio Camejo - Douglas Cifuentes
- Rafael Inclán - Don Ezequiel Cuervo Domínguez (El Dire)
- Alexa Damián - Ana María Londono
- Beatriz Moreno - Blanca Inés "Blanquita" Beteta (La Secre)
- María Fernanda García - Marlen Rivera
- Felipe Nájera - Dionisio Nino Infante
- Luis Fernando Peña - Mario Fernández (El Gato)
- Jorge De Silva - Luigi
- Francesca Guillén - Samsara Nájera/Paloma
- Sebastián Rulli - Juan Esteban San Pedro
- Fabián Robles - Giovanni Ferrer Escudero
- Arap Bethke - Antonio "Chacho" Mendoza Cuervo
- Aracely Mali - Clara Betancourt
- Samantha López - Alejandra Barbosa
- José Elías Moreno - Manuel Del Moral
- Lucero Lander - Dora del Moral
- Liuba De Lasse - Cindy Diez (La DJ)
- Imanol - Alejandro "Alex" Acero Pineda (El Niño)
- Dylan Obed - Harrison Lucero
- Francisco Gattorno - Santiago Cadavid/Luis Felipe Villasaña
- Michelle Vieth - Nadia Castillo Bojorquez
- Miguel Rodarte - Leonardo "Leo" Nava
- Ali Shai Gómez - Chuly Nava
- Karla Luengas - Pilar "Pili" Reyna
- Miguel Loyo - Mauricio Pereira
- Armando Hernández - Cipriano Goytisolo "El Alebrije"
- Andrés Montiel - Eleazar Espinoza
- Juan Peláez - Octavio Valenzuela
- Susan Vohn - Silvia
- Abril Campillo - Maestra Chelita
- Adrián Mass - Marco
- Adriana Barraza - Mabel
- Adriana Chapela - Doña Mati
- Adriana Laffan - Teresa Salcedo (mère de Hugo)
- Agustín Arana - Ramiro
- Aída Díaz - Mercedes
- Aitor Iturrioz - Max Brouer (producteur musical)
- Alan Gutiérrez - Pablo (ex-novio de Tatiana)
- Alberto Salaberry - Erick (abogado de Santiago y jefe de Gabriela)
- Alejandra Jurado - Matilde Rodríguez (tía de Juan David)
- Alejandro Ciangherotti - Lic. Israel Antúnez
- Alicia Fahr - Dolores de Londono (mère de Ana María)
- Aline O'Farrill - Raquel
- Alizair Gómez - Mario San Pedro (fils de Juan Esteban)
- Amelia Zapata - Rosaura Guevara (mère de "El Gato")
- Andrea Muñoz - Yadhira
- Andrés de León - Agustín
- Ariane Pellicer - Esther Peñaloza (mère de Freddy)
- Armando Bracho - Comandante Nicandro
- Arturo García Tenorio - Rodolfo Londono (père de Ana María)
- Axel Rico - Alexis (ami de Dago)
- Benjamín Islas - Raúl Jiménez (père de Daniela)
- Bobby Larios - César (novio de Brenda)
- Carlos Balart
- Carlos Ordóñez - Doctor
- Carmen Rodríguez - Griselda (mère de Clara)
- Carolina Rincón - Susi (presidenta del club de fans de Juan David)
- Catherine Papile - Andrea
- Christian Ruiz - Chico del ciber
- Claudia Benedetti - Petra
- Claudio Rojo - Pablo Benedetti (père de Clara)
- Conrado Osorio - Edgar
- María Cristina Michaus - Dra. Luisa Maldonado (doctora del centro de tratamiento)
- Dalilah Polanco - Mujer de Paco
- Maria Fernanda Espinoza - Yuridia (ami de Magdalena)
- Daniela Torres - Michelle
- David Galindo - José Manuel del Moral (hermano de Tatiana y marido de Daniela)
- Denisse Padilla - Puchis, la prosti
- Dobrina Cristeva - Natalia (madre de Jessica)
- Dolores Salomón - Bárbara de Lucena (madrastra de Fercho)
- Eduardo Orozco - Travesti asesina
- Eduardo de la Peña - Gumaro
- Edith Kleiman - Perla
- Esteban Franco - Agente Jácome (police)
- Esther Díaz - Cecilia (mère de Gabriela)
- Evelio con V - Paco
- Francisco Avendaño - Dr. Humberto
- Gabriel Roustan - Doctor
- Gabriela Bermúdez - Miriam Robles (madre de Daniela)
- Gabriela Cano - Aurora (ami de Daniela en el centro de tratamiento)
- Gabriela Platas - Elisa Camargo (mujer de Chacho)
- Gabriela Tavela - Angela "Angy" (amiga de Silvia)
- Gerardo Klein - Federico González (padre de Kike)
- Giovan Ramos - Federico Barbera (socio de José Manuel)
- Héctor Cruz - "El Limón" (enemigo de "El Gato")
- Héctor Gómez - Psicólogo de Jessica
- Humberto Dupeyron - Rubén
- Humberto Yáñez - Dr. Roberto Villasaña (père de Santiago)
- Jacqueline Voltaire - Maestra Fabianne
- Jaime Sánchez - Jonás
- Jairo Gómez - Saúl (amigo de Freddy)
- Jorge Trejo - Eduardo "Lalito" González (hermano de Kike)
- Jorge Veytia - Mariano Ordóñez (h de Freddy)
- José Antonio Ferral - Nicanor
- José Luis Cordero - Sr. Lucena (père de Fercho)
- José Luis Reséndez - Gilberto Bernal (profesor del "Reina Victoria")
- José Puga - Ginecólogo
- Juan Antonio Edwards - Jerónimo Ordóñez (père de Freddy)
- Juan Antonio Gómez - Dr. Trinidad
- Juan Carlos Colombo - Jorge Riquelme (père de Jessica)
- Juan Carlos Nava - Pedro Salcedo (padre de Hugo)
- Juan Romanca - Gerardo
- Julio Escalero - Portero
- Julio Vega - Dr. Huerta (ginecólogo de Daniela y José Manuel)
- Karen Juantorena - Vanessa (compañera de Daniela en la agencia de modelos)
- Liza Willert - Catalina Rodríguez (abuela de Juan David)
- Lourdes Canale - Doña Socorro (abuela del Caballo)
- Lucía Paillés - Dolores
- Luciana Rougier - Juanita (fille de Gabriela)
- Manola Diez - Violeta
- Manuel Landeta - Gonzalo (épouse de Adriana)
- Marcela Morett - Margarita (primer caso de Gabriela)
- Marco Gisagno - Iván
- María Clara Zurita - Sofía (mère de Santiago)
- María López - Jenny
- Mariagna Prats - Silvia
- Marieth Rodríguez - Valeria Villasaña (souer de Santiago)
- Mario León - Abraham Askenazi (père de Charlie)
- Mario del Río - Bruno
- Marisol del Olmo - Eugenia Moretti
- Martha Julia - Ángela
- Miguel Priego - Jorge Jiménez (tío de Daniela)
- Moisés Suárez - Arturo Ferrera Julines
- Nayeli Dianzo - Cherry (víctima de Dylan)
- Pablo Poumian - Rosendo
- Paola Flores - Doña Clotilde
- Payim Cejudo - Olga de Valenzuela (mujer de Octavio)
- Pedro Damián - Vargas
- Polly - Emiliana Askenazi (madre de Charlie)
- Queta Lavat - Cuquita (mère de don Ezequiel)
- Raquel Morell - Yolanda Bojórquez (madre de Nadia)
- Ramón Cabrer - Jordy
- Raúl Valerio - Don Osvaldo
- René Casados - Manolo (enamorado de Blanquita)
- Ricardo Silva - Lucas Lucanor
- Ricardo Vera - Doctor
- Ricky Margold - Luis
- Roberto Assed - Dylan (intentó meter a Marcela en la prostitución)
- Roberto Astorga - José Astorga
- Roberto Ruy - Joaquín
- Rodrigo Adame - Claudio
- Rosángela Balbó - Bertha (amiga de Samsara)
- Roselyn Díaz - Nicandro Díaz (chofer de Jessica)
- Rosy Safont - Elvira (madre de Kike)
- Roxana Saucedo - Mariana (tía de Gabriela)
- Sergio DeFassio - Sacerdote
- Sergio García - Charlie (ex-novio de Freddy)
- Sergio Sánchez - Arturo
- Thelma Dorantes - Carmela (vecina de Nadia y Santiago)
- Verónica Ibarra - Angélica (enemiga de Daniela en el centro de tratamiento)
- Vilma Sotomayor - Karla de Barbera (femme de Federico)
- Violeta Puga - Jessica (enfant)
- Wendy Álvarez - Magali
- Ximena Said - Juanita (fille de Gabriela)
- Xóchitl Vigil - Consuelo (mère de Marcela)
- Yatana - Gina de Franco (journaliste)
- Yessica Salazar - Brenda (ex-femme de Juan Esteban)

## Diffusion internationale
| Pays            | Chaîne                                 | Titre     | Série première |
| --------------- | -------------------------------------- | --------- | -------------- |
| Mexique         | Canal de las Estrellas                 | Clase 406 | 2002           |
| Amérique latine | Canal de las Estrellas Amérique latine | Clase 406 | 2002           |
| Chili           | Mega                                   | Clase 406 |                |

## Autres versions
- Francisco el matématico

### Sources
- (en) Cet article est partiellement ou en totalité issu de l’article de Wikipédia en anglais intitulé « Clase 406 » (voir la liste des auteurs).

- (es) Cet article est partiellement ou en totalité issu de l’article de Wikipédia en espagnol intitulé « Clase 406 » (voir la liste des auteurs).